# Нойманн, Эрих
Э́рих Но́йманн (ивр. אריך נוימן‎; 23 января 1905, Берлин — 5 ноября 1960, Тель-Авив) — психолог, писатель и один из самых одарённых учеников Карла Юнга. Он получил степень PhD в Берлинском университете в 1927 г. Позже переехал в Тель-Авив. Многие годы он часто возвращался в Цюрих, (Швейцария), чтобы читать лекции в Институте К. Г. Юнга. Также он часто читал лекции в Англии, Франции и Голландии, а также был членом Международной ассоциации аналитической психологии и президентом Израильской ассоциации аналитической психологии. Он практиковал аналитическую психологию в Тель-Авиве с 1934 г. вплоть до смерти в 1960 г.

## Вклад
Вклад Эриха Нойманна в психологию развития и психологию сознания и творчества огромен. Нойманн был сторонником теоретического и философского подхода к анализу, тогда как в Англии и Соединенных Штатах практиковался более клинический подход. Из его ценных вкладов можно отметить эмпирическую концепцию «центроверсии», синтеза экстра- и интроверсии и теорию развития феминного, изложенную в книге «Великая Мать». Его работы также проливают свет на то, как мифология посредством истории обнажает аспекты развития сознания, которые повторяются в индивидуальном сознании и обществе в целом.

## Работы
Его наиболее известными работами являются «Великая Мать» и «Происхождение и развитие сознания». Другая работа, «Глубинная психология и новая этика» посвящена человеческой разрушительности и тому, как человеческий разум относится к собственной тени. Некоторые современные исследователи находят влияние идей Ф. М. Достоевского на психологические концепции Э. Нойманна.
Нойманн позже развивает свои исследования феминных архетипов в книгах «Искусство и творческое бессознательное», «Страх феминного» и «Любовь и Душа». Посмертно в английском переводе вышел его двухтомный труд «Корни еврейского сознания» (The Roots of Jewish Consciousness, 2019).

## Цитаты
Как свидетельствует множество исторических примеров, каждая форма фанатизма, каждая догма и каждый тип компульсивной односторонности в конечном счете гибнет из-за тех элементов, которые она вытеснила, подавила или игнорировала.
    — Эрих Нойманн, "Глубинная психология и новая этика"

Тень, конфликтующая с общепринятыми ценностями, не воспринимается как негативная часть психики индивида и поэтому проецируется, то есть переносится на внешний мир и воспринимается как внешний объект. Вместо того, чтобы рассматривать тень как «свою внутреннюю проблему», с тенью сражаются, её порицают и истребляют как «внешнего врага».
    — Эрих Нойманн, "Глубинная психология и новая этика"